# Милезимо
Милѐзимо (на италиански: Millesimo; на лигурски: Millëximo, Милежимо) е малко градче и община в Северна Италия, провинция Савона, регион Лигурия. Разположено е на 429 m надморска височина. Населението на общината е 3446 души (към 2011 г.).